# Trephopoda
Trephopoda Tucker, 1923 è un genere di ragni appartenente alla famiglia Gnaphosidae.

## Distribuzione
Le 6 specie note di questo genere sono state reperite in Sudafrica e in Namibia.

## Tassonomia
Considerato un sinonimo anteriore di Upognampa Tucker, 1923, a seguito di un lavoro di Murphy del 2007.
Non sono stati esaminati esemplari di questo genere dal 2007.
Attualmente, a gennaio 2016, si compone di 6 specie:
- Trephopoda aplanita (Tucker, 1923) — Sudafrica
- Trephopoda biamenta (Tucker, 1923) — Sudafrica
- Trephopoda ctenipalpis (Lawrence, 1927) — Namibia
- Trephopoda hanoveria Tucker, 1923[2] — Sudafrica
- Trephopoda kannemeyeri (Tucker, 1923) — Sudafrica
- Trephopoda parvipalpa (Tucker, 1923) — Sudafrica

### Specie trasferite
- Trephopoda lineatipes (Purcell, 1908); trasferita al genere Smionia Dalmas, 1920[1].